# Réserve sauvage d'Avalon
La réserve sauvage d'Avalon (anglais : Avalon Wilderness Reserve) est une aire protégée de Terre-Neuve-et-Labrador située au centre de la péninsule d'Avalon.  La réserve a été créée en 1964 dans le but de protéger une population de caribou des bois de l'île de Terre-Neuve.